# Feletto
Feletto es un municipio italiano situado en la ciudad metropolitana de Turín, en Piamonte. Tiene una población estimada, en octubre de 2023, de 2168 habitantes.

## Evolución demográfica
| Gráfica de evolución demográfica de Feletto entre 1861 y 2023 |
|                                                               |
| Fuente: ISTAT - Elaboración gráfica de Wikipedia              |